# Sydonia Bayer
Sydonia (Isolde) Bayer (* 12. Dezember 1903 in Kwiatkowice (Woiwodschaft Łódź); † 12. November 1945 in Łódź) war eine deutsche Aufseherin und Leiterin der Mädchen- und Kleinkinderabteilung im Jugendverwahrlager Litzmannstadt im Ghetto Litzmannstadt und war wegen ihrer brutalen Behandlung bei den Kindern gefürchtet. Im September 1945 wurde sie wegen Kriegsverbrechen von einem polnischen Sonderstrafgericht zum Tode verurteilt und zwei Monate später hingerichtet.

## Leben

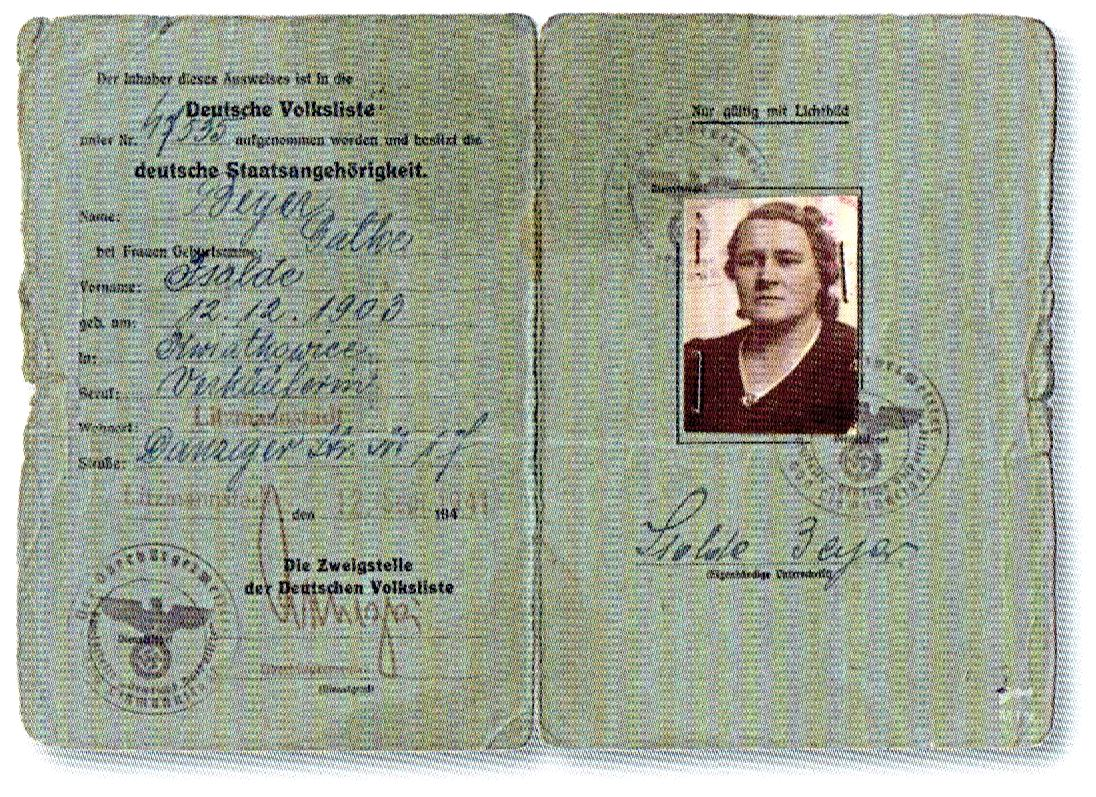
Ausweis der Deutschen Volksliste für Isolde (Sydonia) Bayer

Bayer war die Tochter von August Gatke und Anna Gatke geborene Littmann. Sie besuchte vier Klassen einer Handelsschule und erhielt anschließend eine Ausbildung zur Krankenschwester. Nach dem Abschluss der Schule nahm sie eine Stelle als Disponentin in Łódź. an. Am 12. September 1941 wurde sie in die Deutsche Volksliste  (DVL) unter der Nummer 47535 aufgenommen und erhielt die deutsche Staatsangehörigkeit. Sie wohnte zu diesem Zeitpunkt in der Danziger Straße 17 in Łódź (heute ul. Gdańska). Im Jahr 1941 war Bayer für kurze Zeit als Wärterin im Polizeigefängnis angestellt. 1941 bis 1942 arbeitete sie im Polizeigefängnis für Frauen in der Gdańska-Straße 13 sowie im Sanitäts- und Ordnungsamt der Polizei als Assistentin eines deutschen Arztes.
Von Dezember 1942 bis Juli 1944 war sie Leiterin der Mädchen- und Kleinkinderabteilung im Jugendverwahrlager Litzmannstadt in der Przemysłowa-Straße und beaufsichtigte das Krankenrevier und die Arbeit der Ärzte. Während ihrer Dienstzeit war Bayer für ihre Grausamkeit gegenüber den inhaftierten Kindern berüchtigt. Sie erhielt den Spitznamen „Frau Doktor“ für ihre medizinische Überwachung im Lager, die sie in Form von Folterungen durchführte und galt als grausamste „Erzieherin“ des Lagers. „Es machte ihr Spaß, kranke Kinder in den Schnee zu zerren und sie mit kaltem Wasser zu übergießen.(...) Sie ließ sie auspeitschen, schlagen, treten und ihnen die Mahlzeiten vorenthalten.“ Als Repressionsmaßnahme für Kinder, die sich im Schlaf einnässten, organisierte sie einen speziellen Strafblock für unfreiwillig urinierende Kinder. Mit einem Stock „testete“ sie, ob die Kinder nach Anwendung ihrer Methoden bereits gesund waren. Als Folge ihrer Aktivitäten starben viele Kinder, die im Lager inhaftiert waren.
Sydonia Bayer wurde am 14. März 1945 verhaftet und in ihrer früheren Arbeitsstelle im Polizeigefängnis in der Gdańska-Straße 13 in Łódź inhaftiert. Ihr Prozess fand vor dem Sonderstrafgericht am 6. September 1945 statt. Bayer wurde vorgeworfen, als Leiterin des Jugendverwahrlagers zusammen mit der stellvertretende Lagerleiterin Eugenia Pohl an der Misshandlung polnischer Kinder und am Tod der Kinder Urszula Kaczmarek und Danuta Jakubowska beteiligt gewesen zu sein. Sie wurde am gleichen Tag zur Todesstrafe verurteilt. Ihr Gnadengesuch wurde vom polnischen Präsidenten Bolesław Bierut abgelehnt. Sydonia Bayer wurde am 12. November 1945 auf dem Gelände des Gefängnisses in der S. Sterlinga-Straße 16 in Łódź hingerichtet.